# بارتوش کونوپکا
بارتوش کونوپکا (لهستانی: Bartosz Konopka؛ ‏ ۸ سپتامبر ۱۹۷۲) کارگردان و کارشناس فیلم اهل لهستان است. او در اکتبر ۲۰۱۱، به عضویت شورای «مؤسسه فیلم لهستان» درآمد.
از فیلم‌ها یا مجموعه‌های تلویزیونی که وی در آن‌ها نقش داشته است، می‌توان به مفقودشدگان، بدون پنهان‌کاری، محکوم، خرگوش در برلین و طاقت بیاور اشاره نمود.